# Runar Sjåstad

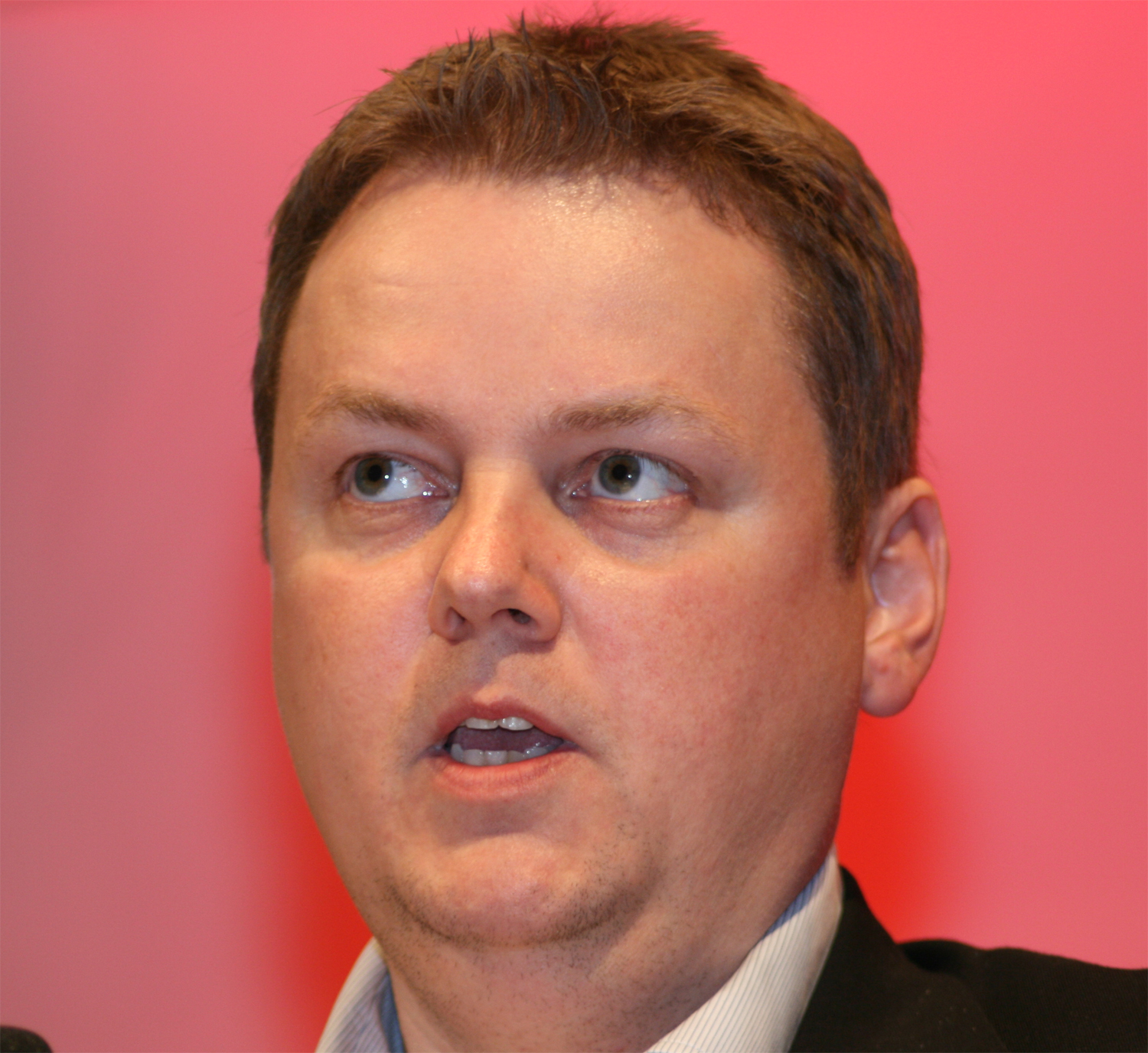
Runar Sjåstad, 2009

Runar Sjåstad (* 28. August 1968) ist ein norwegischer Politiker der sozialdemokratischen Arbeiderpartiet (Ap). Seit August 2025 ist er Statsforvalter von Troms und Finnmark. Von 2017 bis 2025 war er Abgeordneter im Storting.

## Leben
Sjåstad stammt aus der Ortschaft Hesseng bei Kirkenes und zog später in die Ortschaft Vestre Jakobselv in der Kommune Vadsø. Er ist ausgebildeter Industriemechaniker und arbeitete für den Bergwerksbetreiber Sydvaranger Gruve, der 1997 seinen Betrieb einstellte. Während seiner Zeit dort engagierte Sjåstad sich im Gewerkschaftsdachverband Landsorganisasjonen i Norge (LO). Im Jahr 1996 erhielt er ein Angebot, für den Verband zu arbeiten, wo er zunächst für die Mitarbeiter von Sydvaranger Gruve zuständig wurde. Im Jahr 1997 zog er erstmals in das Fylkesting der damaligen Provinz Finnmark ein. Von 2007 bis 2017 fungierte er als Fylkesordfører von Finnmark.
Sjåstad zog bei der Parlamentswahl 2017 erstmals in das norwegische Nationalparlament Storting ein. Dort vertrat er den Wahlkreis Finnmark und er wurde Mitglied im Energie- und Umweltausschuss. Zudem wurde er zum Sekretär des Parlaments gewählt, er wurde also Teil der Parlamentspräsidentschaft. Diese Position behielt er bis Ende September 2021. Nach der Wahl 2021 ging er in den Arbeits- und Sozialausschuss über. Im Oktober 2023 wechselte Sjåstad während der laufenden Legislaturperiode in den Wirtschaftsausschuss. Im Oktober 2024 wurde er zum Statsforvalter der Fylker Troms und Finnmark ernannt. Das Amt trat er im August 2025 nach seinem Ausscheiden aus dem Storting an.